# Lagunilla del Rico
Lagunilla del Rico är en ort i Mexiko.   Den ligger i kommunen Uriangato och delstaten Guanajuato, i den centrala delen av landet, 220 km väster om huvudstaden Mexico City. Lagunilla del Rico ligger 2 123 meter över havet och antalet invånare är 321.
Terrängen runt Lagunilla del Rico är kuperad åt nordväst, men åt sydost är den platt. Lagunilla del Rico ligger uppe på en höjd. Runt Lagunilla del Rico är det ganska tätbefolkat, med 166 invånare per kvadratkilometer. Närmaste större samhälle är Uriangato, 10,9 km nordväst om Lagunilla del Rico. I omgivningarna runt Lagunilla del Rico växer huvudsakligen savannskog.